# كوستين جورجي
كوستين جورجي (بالرومانية: Costin Gheorghe)‏ هو لاعب كرة قدم روماني في مركز الهجوم، ولد في 8 يناير 1989 في بوخارست في رومانيا. لعب مع رابيد بوخارست وستيودينتيسك بوخارست.

## وصلات خارجية
- كوستين جورجي على موقع قاعدة بيانات كرة القدم.إي يو (الإنجليزية)
- كوستين جورجي على موقع Soccerway.com (الإنجليزية)